# غوستافو هنريكي
غوستافو هنريكي هو لاعب كرة قدم برازيلي، ولد في 17 أكتوبر 1999.